# Stazione di Shin-Okachimachi
La Stazione di Shin-Okachimachi (新御徒町駅?, Shin-Okachimachi-eki) è una stazione della metropolitana di Tokyo e si trova nel quartiere di Taitō. Presso la stazione passa la Ōedo della Toei e la ferrovia intercity Tsukuba Express.